# Onze Lieve Vrouw ten Hemelopnemingkerk (Beltrum)
De Onze Lieve Vrouwe Hemelvaartkerk is een rooms-katholieke kerk in de Nederlandse plaats Beltrum. De kerk is in 1846 gebouwd als filiaalkerk van de Calixtusparochie in Groenlo en naar ontwerp van architect Hendricus Johannes Wennekers. In 1894 werd aan het gebouw een toren toegevoegd die was ontworpen door Alfred Tepe. De laatste uitbreiding vond plaats in 1929, waarbij de architect G.A.P. de Kort baksteenarchitectuur, glas in lood en schilderingen aan het bouwwerk liet toevoegen.
De kerk is gebouwd als een driebeukige pseudobasiliek met daarbij een neogotische toren.
De kerk is aangewezen als rijksmonument.